# Mionochroma
Genre

Les Mionochroma sont un genre d'insectes coléoptères de la famille des Cerambycidae, de la sous-famille des Cerambycinae, de la tribu des Callichromatini.

## Dénomination
Ce genre a été décrit par l'entomologiste allemand Adolf Schmidt en 1924 sous le nom de Mionochroma.
Synonymie
- Callichroma (Mionochroma) (Schmidt, 1924)

## Taxinomie
Liste des espèces 
- Mionochroma aterrimum (Gounelle, 1911)
- Mionochroma aureotinctum (Bates, 1870)
- Mionochroma carmen (Napp & Martins, 2009)
- Mionochroma chloe (Gounelle, 1911)
- Mionochroma decipiens (Schmidt, 1924)
- Mionochroma electrinum (Gounelle, 1911)
- Mionochroma elegans (Olivier, 1790)
- Mionochroma equestre  (Gounelle, 1911)
- Mionochroma flachi (Schwarzer, 1923)
- Mionochroma novella (Bates, 1885)
- Mionochroma ocreatum (Bates, 1870)
- Mionochroma pseudovittatum (Schwarzer, 1923)
- Mionochroma rufescens (Gahan, 1895)
- Mionochroma rufitarsis (Schwarzer, 1929)
- Mionochroma spinosissimum (Schmidt, 1924)
- Mionochroma subaurosum (Zajciw, 1966)
- Mionochroma subnitescens (Gounelle, 1911)
- Mionochroma vittatum (Fabricius, 1775)
- Mionochroma wilkei (Schmidt, 1924)

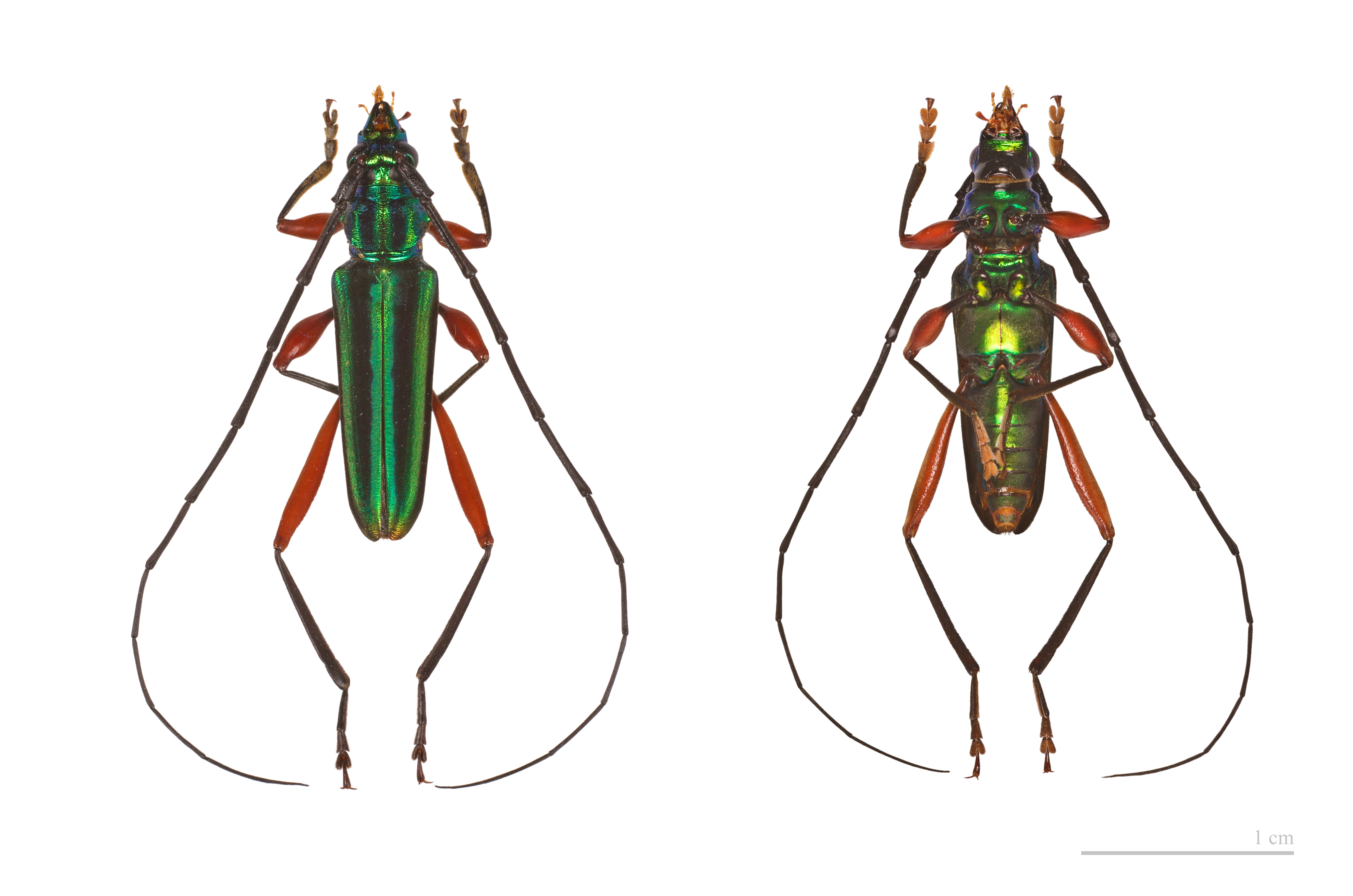
Mionochroma aureotinctum - MHNT

## Articles liés
- Callichromatini
- Galerie des Cerambycidae
- Liste des Cerambycinae de Guyane